# Didi Arakali
Didi Arakali (en georgiano: დიდი არაქალი; en armenio: Մեծ Առաքել, romanizado: Mets Arrakel) es un pueblo de Georgia ubicado en el sur de la región de Mesjetia-Yavajetia, siendo parte del municipio de Ninotsminda.  

## Geografía
Didi Arakali se encuentra en la meseta de Ajalkalaki, en el margen izquierdo del río Paravani y a 8 km de Ninotsminda. La aldea se administra desde el pueblo de Satje.

## Historia
La población de Didi Arakali emigró de la aldea de Brdonk (hoy el pueblo de Güllüdere de Aşkale) de la provincia de Erzurum. 

## Demografía
Según los datos del censo de 2014, los armenios son el 98,9 % de la población local.

## Infraestructura

### Educación
En el pueblo de Didi Arakali hay una escuela.